# Bosgouet
Bosgouet är en kommun i departementet Eure i regionen Normandie i norra Frankrike. Kommunen ligger i kantonen Routot som tillhör arrondissementet Bernay. År 2022 hade Bosgouet 776 invånare.

## Befolkningsutveckling
Antalet invånare i kommunen Bosgouet
Referens:INSEE